# Massacre de La Saline em 2018
O Massacre de La Saline em 2018 refere-se a um episódio de massacre, pilhagem, e estupro em massa nas favelas de La Saline, um bairro de Porto Príncipe, no Haiti, ocorrido de 13 a 17 de novembro de 2018.
Os autores desse crime são gangues armadas, possivelmente próximas ao poder no local. 71 vítimas civis foram assassinadas durante este massacre.
Alega-se que as mortes foram devidas a guerras de gangues locais ou às ações de autoridades haitianas que tentavam reprimir os protestos anticorrupção.

## Antecedentes
Em outubro de 2017, as forças de manutenção da paz das Nações Unidas encerraram sua missão no Haiti após treze anos. Desde a saída da ONU, o número de áreas controladas por gangues na cidade aparentemente cresceu.
O massacre ocorreu em meio a vários protestos no Haiti: Jovenel Moïse foi eleito presidente em novembro de 2016, mas os manifestantes o consideravam como corrupto.

## Incidente
Relatos de testemunhas afirmam que um caminhão da polícia carregando homens uniformizados chegou às favelas de La Saline, em Porto Príncipe, por volta das 15h. em 13 de novembro de 2018. Os homens então dispararam contra civis, enquanto membros de gangues locais matavam outros com tiros e facões. De acordo com testemunhas, um grupo de direitos humanos, pelo menos 21 homens foram mortos no massacre. Um grupo local de direitos humanos, Fondasyon Je Klere, estimou que entre 15 e 25 pessoas foram mortas  em um período de 24 horas. Posteriormente, o número de vítimas foi revisado para 71 mortes.

## Prisões
De acordo com a polícia, uma pessoa foi presa em conexão com os assassinatos.

## Identidade dos perpetradores
A Fondasyon Je Klere sugeriu que ligações entre gangues armadas, policiais corruptos e funcionários do governo podem apontar para os perpetradores do massacre. Aqueles que testemunharam o massacre também alegaram que os assassinos podem ter sido policiais corruptos, levando o chefe da Polícia Nacional a suspender dois policiais acusados de envolvimento nos assassinatos.

## Respostas
As Nações Unidas iniciaram uma investigação sobre os assassinatos. Em dezembro de 2020, o Office of Foreign Assets Control dos Estados Unidos anunciou sanções contra Jimmy Chérizier, ex-oficial que se tornou líder de gangue, Fednel Monchery e Joseph Pierre Richard Duplan, dois funcionários do governo Moise, por suposto envolvimento no massacre. 